# 나비비늘봉합
나비비늘봉합(sphenosquamosal suture)은 나비뼈와 관자뼈의 비늘부분 사이의 머리봉합이다.

## 추가 이미지

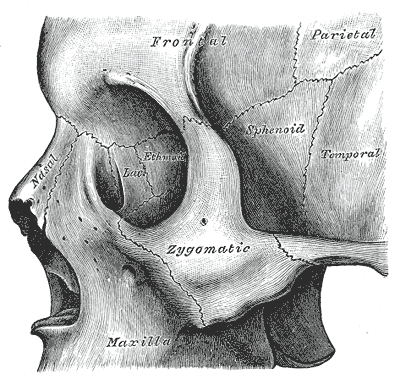
왼쪽 광대뼈가 잘 보이게 한 그림.
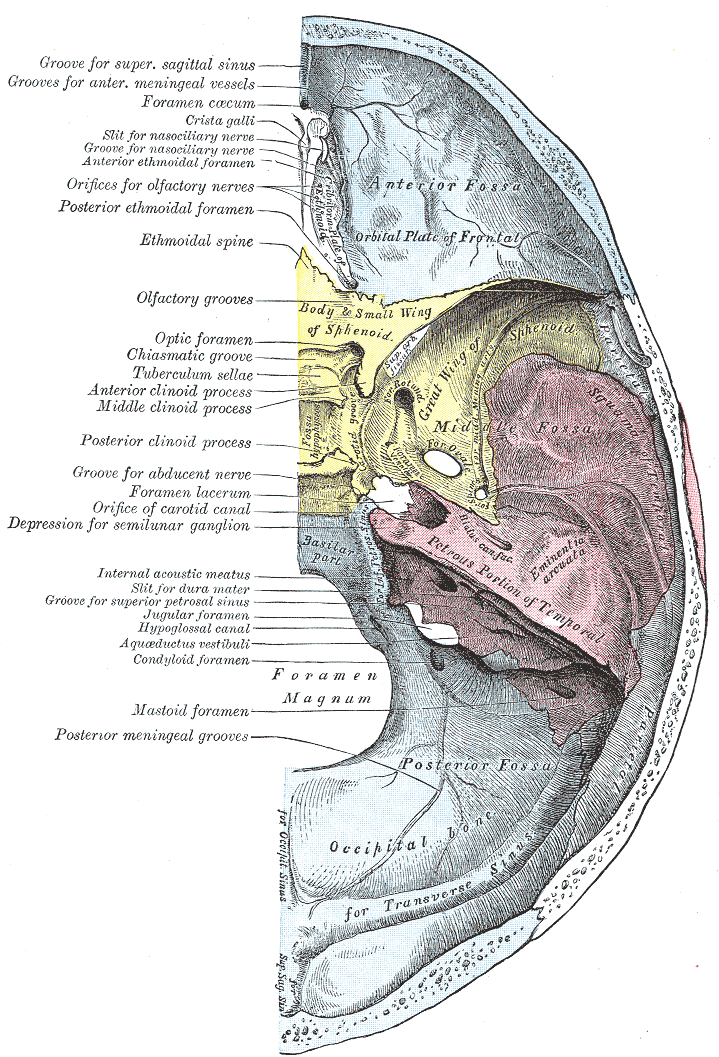
머리뼈바닥 윗면.
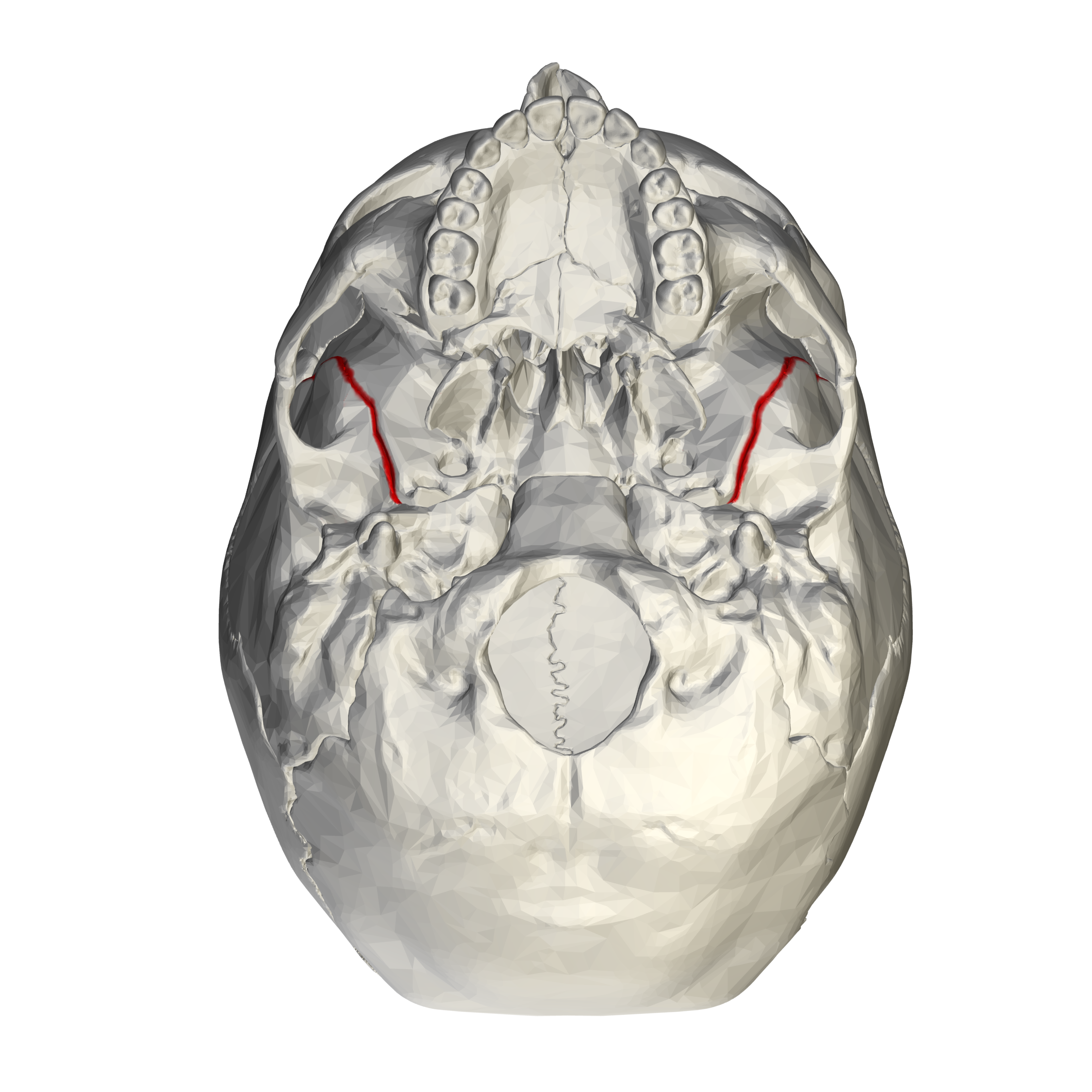
밑에서 본 그림

## 참고 문헌
이 문서는 현재 퍼블릭 도메인에 속하는 그레이 해부학 제20판(1918) page 182의 내용을 기초로 작성된 글이 포함되어 있습니다.